# Арценхайм
Арценха́йм (фр. Artzenheim) — коммуна на северо-востоке Франции в регионе Гранд-Эст (бывший Эльзас — Шампань — Арденны — Лотарингия), департамент Верхний Рейн, округ Кольмар — Рибовилле, кантон Энсисем. До марта 2015 года коммуна административно входила в состав упразднённого кантона Андольсайм (округ Кольмар).
Площадь коммуны — 9,69 км², население — 755 человек (2006) с тенденцией к росту: 803 человека (2012), плотность населения — 82,9 чел/км².

## Население
Население коммуны в 2011 году составляло 806 человек, а в 2012 году — 803 человека.
| 1962 | 1968 | 1975 | 1982 | 1990 | 1999 | 2006 | 2007 | 2011 | 2012 |
| ---- | ---- | ---- | ---- | ---- | ---- | ---- | ---- | ---- | ---- |
| 423  | 448  | 485  | 557  | 607  | 618  | 755  | 775  | 806  | 803  |

Динамика населения:

## Экономика
В 2010 году из 518 человек трудоспособного возраста (от 15 до 64 лет) 417 были экономически активными, 101 — неактивными (показатель активности 80,5 %, в 1999 году — 77,5 %). Из 417 активных трудоспособных жителей работали 393 человека (213 мужчин и 180 женщин), 24 числились безработными (11 мужчин и 13 женщин). Среди 101 трудоспособных неактивных граждан 30 были учениками либо студентами, 37 — пенсионерами, а ещё 34 — были неактивны в силу других причин.
На протяжении 2011 года в коммуне числилось 295 облагаемых налогом домохозяйств, в которых проживало 834 человека. При этом медиана доходов составила 21230 евро на одного налогоплательщика.